# Plac Jana Pawła II w Ełku
Plac Jana Pawła II (dawniej Plac Sapera) – plac położony w Ełku pomiędzy ulicą Kilińskiego a rzeką Ełk.

## Historia placu
W czasach PRL był to utwardzony plac wykorzystywany do defilad, wieców, zgromadzeń i imprez masowych. Służył również jako miejski rynek. Swoje oblicze plac zmienił 8 czerwca 1999 roku, w tym dniu Jan Paweł II odprawił mszę świętą, na której był obecny m.in. prezydent Litwy Valdas Adamkus. Wizyta papieża zgromadziła ok. 300 tys. pielgrzymów, co jest największym dotychczasowym zgromadzeniem w historii miasta. Tradycją jest ustawianie choinki na placu podczas świąt Bożego Narodzenia. Na placu rozpoczyna się szlak papieski Ełk–Wigry (Tajemnice Światła), Wigry–Studzieniczna (Tajemnice Zawierzenia).

## Modernizacja placu

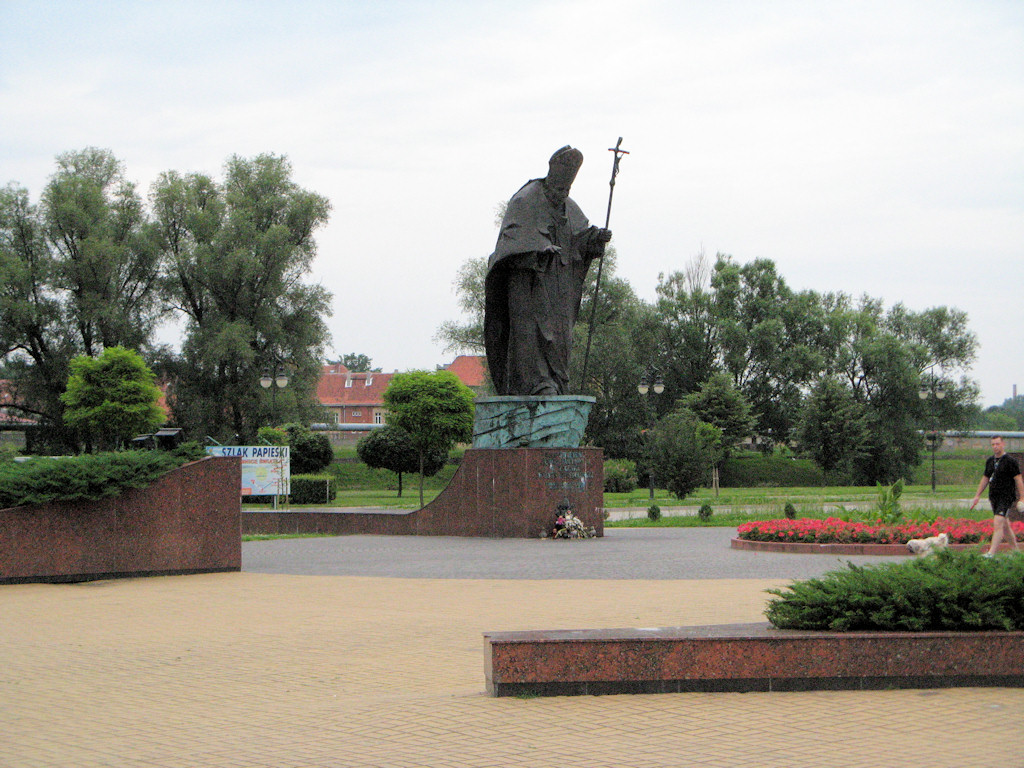
Pomnik Jana Pawła II

W pierwszą rocznicę wydarzenia na placu odsłonięto pomnik Ojcu Świętemu Janowi Pawłowi II w rocznice wizyty Apostolskiej autorstwa Czesława Dźwigaja. Wraz z pomnikiem zamontowano nowe ławki i latarnie oraz posadzono nową zieleń i drzewa. W 10 rocznicę wizyty Ojca Świętego wmurowano na placu tablicę z herbem papieskim i miejskim. Kolejną wielką zmianą wizerunku placu była budowa sceny amfiteatralnej która została otwarta 26 maja 2010, koszt budowy to ponad 1,1 mln zł. Na początku grudnia 2012 roku zakończono trzecią modernizację placu. Powstało 87 miejsc parkingowych, w tym 6 dla osób niepełnosprawnych, unowocześniono fontannę, w 5 systemów sterowania obrazów wodnych, wymieniono nawierzchnie chodników, oświetlenie i pojawiła się nowa zieleń.
Przez plac przebiega ścieżka rowerowa, przy której ustawiono wystawę plenerową. 

### Wystawy plenerowe na placu
- Ełk i okolice - widziane z nieba...
- Ojciec święty Jan Paweł II w Ełku
- Ełk. Na tyłach historii czy w centrum nowoczesności?